# ほっと土曜日
『ほっと土曜日』（ほっとどようび）は、2002年4月6日から2004年3月27日まで山口朝日放送（yab）で毎週土曜 9:30 - 10:30 （日本標準時）に放送されていた情報番組である。
放送開始以来『5時からワイド』→『とれたてテレビYAB』に至るまで8年半平日の夕方に自社制作枠を持っていたが、それをニュースのみ残し、生活情報などのコーナーをこちらに移したもの。津山や永岡も『とれたてテレビ』の出演者であった。番組終了から1年はこの手の番組を作らなかったものの、2005年に『DO-YO-DA!!』で再開している。

## 出演者
肩書は番組放送当時のものを記載。
- 津山奈穂子[1]
- 黒宮千香子（YABアナウンサー）[1]
- 中島篤巳[1]
- 永岡俊哉（YABアナウンサー）[1]
- わたなべえつこ（イラストレーター）[2]
- 田川一郎（テレビプロデューサー）[3]
- 高木伸治（河川コンサルタント）[3]
- 梶田温子[4]

## コーナー
学校の快談
担当者の黒宮千香子が、山口県内にある小学校を訪問する模様を放送。訪問先の児童たちには、毎回公式競技としての玉入れである「アジャタ」に挑戦してもらっていた。黒宮は、毎回教員風の衣装を着て出演していた。
風をあるく〜山陽道ウォーク
中島篤巳とわたなべえつこがペアを組み、その足で岩国から下関まで旅する模様を放送。
ホット中継
担当者が山口県内もしくは近郊地域のイベント会場へ向かい、現地の模様を中継で伝えるコーナー。永岡俊哉が担当していた当時のコーナータイトルは「としやのホット中継」であったが、梶田温子と交代してからは担当者名を冠さなくなった。
達人 旬を競う
4人のシェフたちが、山口県内で採（獲）れた食材をとっておきの料理に仕上げていく模様を放送。